# Josep Griera i Dulcet
Josep Griera i Dulcet (Sabadell, 1854 - Barcelona, 21 de juny de 1936) fou un advocat i polític català.

## Biografia
Es doctorà en dret civil, canònic i de l'administració, fou magistrat suplent de l'Audiència de Barcelona. Defensà el proteccionisme econòmic des del seu càrrec de vicesecretari del Foment del Treball Nacional i milità en el Partit Liberal Fusionista. El 1886 fou vicepresident de la secció de ciències morals i polítiques de l'Ateneu Barcelonès, fou membre del jurat durant l'Exposició Universal de 1888 i el 1890 fou escollit diputat provincial pel districte Manresa-Terrassa. També fou membre de la Reial Acadèmia de Jurisprudència i Legislació de Catalunya. Fou alcalde de Barcelona entre abril de 1898 i març de 1899, diputat provincial el 1888, el 1898 i el 1901, i regidor el 1893 i el 1897. Fou elegit diputat per Sabadell a les eleccions generals espanyoles de 1910, però va dimitir al cap d'un mes i el seu escó fou ocupat pel republicà Jaume Cruells i Sallarès.